# Matarratas
Para el veneno, ver Rodenticida.
Matarratas es el primer álbum de la banda chilena Fiskales Ad-Hok. Los recursos de grabación fueron muy improvisados, por lo que los temas no tienen buena calidad de sonido. 

## Canciones
1. No Aguanto Más!
2. Estúpidos Policías
3. Lorea Elvis
4. Con la Represión te acuestas
5. De que Sirve
6. Almorzando Entre Muertos
7. Santiago Violento
8. Los Malditos
9. Odio
10. Anarkia y Rebelion!

## Miembros
- Diego  - voz
- "Axel" - guitarra
- "Nacho " - guitarra y voz
- "Zipio" - batería
- "Pato" - bajo

- Datos: Q6005760